# Jochim Sterling
Jochim (Jochum) Sterling (Störling), död 1692 i Visby, var en svensk snickare och bildhuggare.
Det finns få bevarade uppgifter om Sterlings ursprung man antar att han kom till Sverige från Tyskland under 1650-talet och att han var släkt med den Peder Sörling som var verksam i Visby under 1630-talet. Man vet att han var gift med Margareta Sterling och att han 1651 blev borgare i Visby och var verksam där som snickare. Han skänkte 1658 en biskopsbänk till Visby domkyrka som var skuren i ek och försedd med en förgylld text av Johan Bartsch. Bland hans andra arbeten märks en predikstol för Havdhems kyrka som var utförd med plattskärningar, utskurna ornament och en krönande ängel på den krokanliknande himlen han utförde även en liknande predikstol för Hörsne kyrka 1688. Båda dessa predikstolar är försedda med målningar av Andreas Hamborger och Johan Bartsch. Han hade en stor produktion till de gotländska landskyrkorna och han attribueras även predikstolar i Halla, Levide, Vamlingbo Endre, Etelhem, Garda, Gammelgarn och Kräklingbo kyrkor. Man vet att han 1691 tillverkade nya kyrkbänkar för Hörsne kyrka och att hans verkstad även om det inte var från hans egen hand utförde inredningen till Lummelunda kyrka och predikstolen till Stenkyrka kyrka.